# David Segui
Pour les articles homonymes, voir Segui.
David Vincent Segui (né le 19 juillet 1966 à Kansas City, Kansas, États-Unis) est un ancien joueur de premier but au baseball. Il a joué dans les Ligues majeures de 1990 à 2004.
Américain d'origine cubaine, il est le fils de Diego Segui, qui a joué dans les Ligues majeures dans les années 1960 et 1970. 

## Carrière au baseball
David Segui a porté les couleurs de 7 équipes pendant 15 années dans les majeures, évoluant 8 ans pour les Orioles de Baltimore, avec qui il a débuté et terminé sa carrière. 
Il joue son premier match dans les grandes ligues le 8 mai 1990 et évolue à Baltimore jusqu'en 1993. À sa dernière année avec le club, il produit 80 points. 
Les Mets de New York, où il est transféré en 1994, le cèdent en 1995 aux Expos de Montréal en échange de Reid Cornelius. Avec les Expos et les Mets, il maintient une moyenne au bâton de ,309 et produit 68 points. En 1997, il frappe dans une moyenne de ,307 pour Montréal. L'année suivante, il quitte pour Seattle, signant comme agent libre avec les Mariners. Il y joue en 1998 et partage la saison 1999 entre les Mariners et les Blue Jays de Toronto.
Il connaît sa meilleure saison en 2000, frappant dans une moyenne de ,334 en 150 parties avec les Rangers du Texas et les Indians de Cleveland. Il totalise un sommet personnel de 103 points produits.
Rapatrié par Baltimore en 2001, il y joue jusqu'en 2004. 
En 1456 parties jouées dans les majeures, David Segui a frappé 1412 coups sûrs, dont 139 coups de circuit. Il totalise 684 points produits et 683 points marqués et sa moyenne au bâton en carrière s'élève à ,291. En 2010, cinq ans après sa retraite, son nom apparaît sur la liste des joueurs éligibles au Temple de la renommée du baseball mais rate sa chance, n'ayant récolté qu'un seul vote.

### Dopage
En 2006, Segui a admis avoir utilisé de l'hormone de croissance durant sa carrière, mais dit l'avoir fait « légalement » puisqu'un médecin lui avait prescrit la substance afin de soigner un problème de santé. L'ancien joueur mentionnait alors toujours en utiliser, même s'il était à la retraite. En décembre 2007, le nom de David Segui apparaît dans le rapport Mitchell sur le dopage dans les Ligues majeures de baseball. Il admet alors avoir également pris des stéroïdes alors qu'il jouait pour les Mets de New York, et que cette drogue avait été obtenue de Kirk Radomski, alors employé par l'équipe.